# Francis Burt (kompozytor)
Francis Burt (ur. 28 kwietnia 1926 w Londynie, zm. 3 października 2012 w Hartbergu) – brytyjski kompozytor.

## Życiorys
W latach 1948–1951 studiował w Royal Academy of Music w Londynie u Howarda Fergusona, następnie w latach 1951–1954 kształcił się w Hochschule für Musik w Berlinie u Borisa Blachera. W latach 1954–1955 przebywał na stypendium w Rzymie. W 1956 roku osiadł w Wiedniu. Od 1973 do 1993 roku wykładał kompozycję w Universität für Musik und darstellende Kunst Wien.
Odznaczony Wielką Srebrną Odznaką Honorową za Zasługi dla Republiki Austrii (1992).

## Wybrane kompozycje
(na podstawie materiałów źródłowych)

### Utwory orkiestrowe
- Jamben (1953)
- Espressione orchestrale (1958–1959)
- Fantasmagoria (1963)
- Morgana (1983–1986)
- Blind Visions na obój i małą orkiestrę (1994–1995)

### Utwory kameralne
- 2 kwartety smyczkowe (I 1951–1952, II 1992–1993)
- Serenata Notturna na obój, klarnet i fagot (1952)
- Duo na klarnet i fortepian (1954)
- For William na 9 wykonawców (1988)
- Echoes na 9 wykonawców (1988–1989)
- Für AlFrED SCHLEE na kwartet smyczkowy (1991)
- Hommage à Jean-Henri Fabre na 5 wykonawców (1993–1994)

### Utwory fortepianowe
- Three Little Piano Pieces for J. J. (1949)
- Musik for na 2 fortepiany (1952)

### Utwory wokalno-instrumentalne
- Hüte na głos średni i fortepian (1952)
- kantata The Skull na tenora i fortepian (1953–1954, także wersja na tenora i orkiestrę 1955)
- Bavarian Gentians na kwartet wokalny i fortepian (1956)
- Unter der blanken Hacke des Monds na baryton i orkiestrę (1974–1976)
- Und GOtt der HErr sprach na mezzosopran, baryton, bas, 2 chóry i orkiestrę (1976–1983)

### Balet
- Der Golem (1959–1963, wyst. Hanower 1965)

### Opery
- Volpone or The Fox (1952–1958, wyst. Stuttgart 1960; wersja zrewid. 1960–1961, wyst. Oldenburg 1963)
- Barnstable oder Jemand auf dem Dachbaden (1967–1969, wyst. Kassel 1969)